# قلعة ألمادوشن
قلعة ألمادوشن (بالفارسية: ارگ آلمادوشن) هي قلعة ومعقل تاريخية تعود إلى عصر الإمبراطورية الفرثية، وتقع في مقاطعة بجنورد.